# Tumak, der Herr des Urwalds
Tumak, der Herr des Urwalds (Alternativtitel: Eine Million Jahre vor Christus) ist ein US-amerikanischer Abenteuerfilm vor prähistorischer Kulisse, den Hal Roach im Jahre 1940 zusammen mit seinem Sohn Hal Roach jr. inszenierte. In Deutschland erfuhr der Film seine Kinopremiere am 8. Juni 1951 und in Österreich bereits am 29. April 1949.

## Handlung
Als eine Gruppe von Bergsteigern in einen Sturm gerät, suchen die Leute Zuflucht in einer Höhle. Dort begegnen sie einem älteren Wissenschaftler, der ihnen die Geschichte der Wandmalereien in dieser Höhle erzählt.
Tumak und das Mädchen Loana gehören unterschiedlichen Stämmen an. Tumak, Mitglied des brutalen Felsenstammes, ist der Sohn des Häuptlings und wird verstoßen. Er unternimmt eine Wanderung, die ihn in ein üppig bewachsenes Tal führt. Hier leben die Leute des Muschelstammes, bei denen er Loana begegnet. Tumak ist von der Hilfsbereitschaft und Freundlichkeit des fremden Stammes irritiert. Er kann sich ihrer Hilfe aber erkenntlich zeigen, indem er ein Kind vor dem Angriff eines Sauriers rettet. Als er jedoch den Speer eines Stammesmitglieds an sich nimmt, wird er verbannt. Loana begleitet ihn.
Tumak kehrt zu seinem Stamm zurück. Loanas Sanftmut bringt die Leute des Felsenstammes dazu, ihre brutale Mentalität zu ändern. Das idyllische Leben wird durch einen Vulkanausbruch gestoppt. Loana flieht mit einem geretteten Kind zur Höhle des Muschelstammes. Der Stamm kann die Höhle jedoch nicht verlassen, als ein Saurier auftaucht und sich vor dem Eingang auf die Lauer legt. Die ebenfalls von dem Vulkanausbruch getroffenen Leute des Felsenstammes kommen zur Höhle. Nachdem die Männer vergeblich versucht haben, den Saurier mit ihren Speeren zu töten, gelingt es ihnen das Tier wegzulocken und einen Felssturz auszulösen, der den Saurier begräbt. Beide Stämme vereinigen sich daraufhin.

## Kritiken
„Ein bizarrer, unter Mitarbeit des Stummfilmpioniers Griffith entstandener Abenteuerfilm, in dem sich – aller wissenschaftlichen Erkenntnis zum Hohn – die Menschen der Steinzeit mit schnaubenden, schwänzeschlagenden Dinosauriern herumschlagen müssen. Amüsante Trickaufnahmen sorgen immerhin für einige Kurzweil.“

## Auszeichnungen
Oscarverleihung 1941
- Nominierung in der Kategorie Beste Filmmusik für Werner Richard Heymann
- Nominierung in der Kategorie Beste Spezial-Effekte für Roy Seawright und Elmer Raguse

## Hintergrund
Hal Roach und sein Sohn übernahmen die Regiearbeiten, weil D.W. Griffith seine Arbeit niederlegte, als der Film ca. zur Hälfte abgedreht war. Griffith, der auf Order von Roach der Charakterentwicklung nicht so viel Beachtung schenken sollte, ließ nicht nur seinen Namen als Regisseur, sondern auch als Produzent von der Kreditliste streichen.
Die oscarnominierten Spezialeffekte waren so gut gemacht, dass sie in zahlreichen anderen Filmen Verwendung fanden. Für die Stunts war Yakima Canutt verantwortlich.
Victor Mature ist hier in seiner zweiten Kinorolle zu sehen. Hal Roach war bekannt als Regisseur und Produzent von Stummfilm-Comedys. Zu seinem Stammpersonal gehörten Stan Laurel, Oliver Hardy, Charley Chase und Mack Sennett. Nach diesem Film war er nur noch viermal als Regisseur tätig. Für seinen Sohn Hal Roach jr. war es das Regiedebüt. Auch er drehte danach nur noch vier Filme als Regisseur.
1966 drehte die britische Produktionsgesellschaft Hammer Film Production ein Remake mit dem Titel One Million Years B.C.(Eine Million Jahre vor unserer Zeit) mit John Richardson und Raquel Welch in den Hauptrollen.